# Калиниченко, Илья Яковлевич
Илья́ Я́ковлевич Калиниче́нко (25 февраля 1931 года — 28 августа 1997 года) — советский государственный и военный деятель, генерал-полковник, руководитель Пограничных войск КГБ СССР (1989—1991).

## Биография
Родился 25 февраля 1931 года в городе Лозовая Украинской ССР.
В 1944-1946 годах учился в Кутаисском Суворовском военном училище  НКВД, в 1948 году окончил Ленинградское Суворовское военное училище МВД, в 1950 году — Московское пограничное военное училище МГБ.
В 1950— 1953 годах  — заместитель начальника и начальник заставы 19-го Олевского пограничного отряда Молдавского пограничного округа МГБ.
С 1953 года по 1957 год — слушатель Военного института МВД. После его окончания служил в пограничных войска Туркменского пограничного округа МВД — КГБ СССР, там занимал должности: старшего офицера штаба, начальника отделения штаба, коменданта пограничной комендатуры, заместителя начальника штаба 68-го Тахта-Базарского пограничного отряда.
С 1960 года — начальник штаба 67-го пограничного отряда. С 1964 года — заместитель начальника, с 1966 года — начальник 22-го Нижнеднестровского пограничного отряда Западного пограничного округа.
В 1968 году поступил в Военную академию Генерального штаба Вооруженных Сил имени К. Е. Ворошилова, окончил её в 1970 году. После окончания учёбы служил заместителем начальника отдела и заместителем начальника штаба Пограничных войск КГБ СССР. Затем занимал должности:
с 1971 года — начальника штаба Дальневосточного пограничного округа КГБ, с августа 1976 года — начальника войск Прибалтийского пограничного округа КГБ, с декабря 1980 года — начальника войск Западного пограничного округа КГБ.
23 мая 1974 года присвоено звание генерал-майора. 17 апреля 1980 года присвоено звание генерал-лейтенанта.
С июля 1985 года — начальник штаба Пограничных войск КГБ СССР.
С 28 декабря 1989 года по декабрь 1991 года — Начальник Главного управления Пограничных войск — заместитель Председателя КГБ СССР, член коллегии КГБ.
20 апреля 1990 года присвоено звание генерал-полковника. Член Центральной контрольной комиссии КПСС (1990—1991).
С 6 ноября по 30 декабря 1991 года  — Главнокомандующий Пограничными войсками СССР.
С 6 ноября 1991 года по 28 октября 1992 года — председатель Комитета по охране государственной границы СССР.
C 30 декабря 1991 года по 6 июля 1992 года — Главнокомандующий Пограничными войсками Содружества Независимых Государств.
С 16 декабря 1991 года по 7 июля 1992 года — государственный советник РСФСР о вопросам охраны границы.
С ноября 1992 года по август 1993 года — в распоряжении Президента РФ.
16 апреля 1993 года уволен в отставку по достижении предельного возраста пребывания на военной службе.
С августа 1993 года — советник командующего Пограничными войсками РФ, затем директора Федеральной пограничной службы РФ.
Умер в 1997 году. Похоронен на Троекуровском кладбище.

## Награды и звания
- Орден Красного Знамени
- Орден Красной Звезды (1980)
- Орден «За службу Родине в Вооружённых Силах СССР» II степени
- Орден «За службу Родине в Вооружённых Силах СССР» III степени
- Почётный сотрудник КГБ СССР
- другие награды

## Память
- Имя И. Я. Калиниченко присвоено отделу Пограничной службы Украины «Очаков».[9]